# Estación Almafuerte
 Almafuerte  es una estación ferroviaria ubicada en Almafuerte, en el Departamento Tercero Arriba, Provincia de Córdoba, Argentina.

## Servicios
Actualmente, no presta ningún servicio de cargas ni de pasajeros. Aunque sí pasan por sus vías trenes de carga transportando fundamentalmente cereales, oleaginosas y áridos.